# Népszerűségi index
Valamely politikus népszerűségi indexe egy 0 és 100 közé eső, százalékban megadott szám, amely annál nagyobb, minél kedvezőbb az illető politikai megítélése a társadalomban. Kiszámításával és publikálásával közvéleménykutató cégek, intézetek foglalkoznak.

## Képzése Magyarországon
A népszerűségi index megállapításához elsőként egy statisztikai mintavételen alapuló reprezentatív felmérést kell készíteni. Az összes, 18 éves és annál idősebb, állandó magyarországi lakóhellyel rendelkező magyar állampolgár képezi az alapsokaságot. Közülük választ ki a felmérést készítő 1000, 1500, 2000 vagy még több főt véletlenszerűen. Ők alkotják a mintát. A cél az, hogy mintában résztvevők között a nem, az életkor, az iskolai végzettség és a lakóhely településtípusa tekintetében fennálló arány megegyezzen az alapsokaság körében lévő aránnyal, ezért a népszámlálási adatok alapján súlyozással korrigálják a beérkezett adatokat. 
Minden felméréskor véletlenszerűen választják ki a megkérdezetteket, azaz minden felnőtt magyar állampolgárnak azonos esélye van a mintába kerülésre.
A kiválasztottakat a kérdezőbiztosok személyesen felkeresik, és felteszik a következő kérdést: mennyire látná szívesen a jövőben „fontos politikai szerepben” XY-t? A válaszok 1-től 5-ig terjedhetnek, ahol az 1 jelenti a „semmiképpen”-t, az 5 pedig a „nagyon szívesen”-t. Ha a megkérdezett nem ismeri az adott politikust, akkor azt is jeleznie kell. A válaszadás természetesen nem kötelező.
A válaszokat ezután a fentebb említett súlyozással összesítik, elosztják a válaszolók számával és a kapott átlagot egy 100-as skálára vetítik.
A kapott eredmény megbízhatósága annál nagyobb, minél több embert kérdeznek meg. Annak az esélye, hogy a teljes felnőtt népességben végzett teljeskörű felmérés eltérő eredményt szolgáltasson, legfeljebb 2–5% közötti, a vizsgálatba bevontak számától függően.
A felmérést általában egyszerre több politikusról is elkészítik.